# 欧特雷 (默尔特-摩泽尔省)
欧特雷（法語：Autrey，法語發音：[otʁɛ] ⓘ），又称馬東河畔欧特雷（Autrey-sur-Madon，[otʁɛ syʁ madɔ̃]），是法国默尔特-摩泽尔省的一个市镇，位于该省南部，属于南锡区。

## 地理
欧特雷（48°31'55"N, 6°7'49"E）面积6.16 平方千米，位于法国大東部大區默尔特-摩泽尔省，该省份为法国东北部内陆省份，是洛林的一部分，北邻比利时、卢森堡，北起顺时针与摩泽尔省、下莱茵省、孚日省和默兹省接壤。
与欧特雷接壤的市镇（或旧市镇、城区）包括：桑特雷、布雷农河畔克莱雷、乌代尔蒙、乌德勒维尔、皮埃尔维尔、皮利尼。

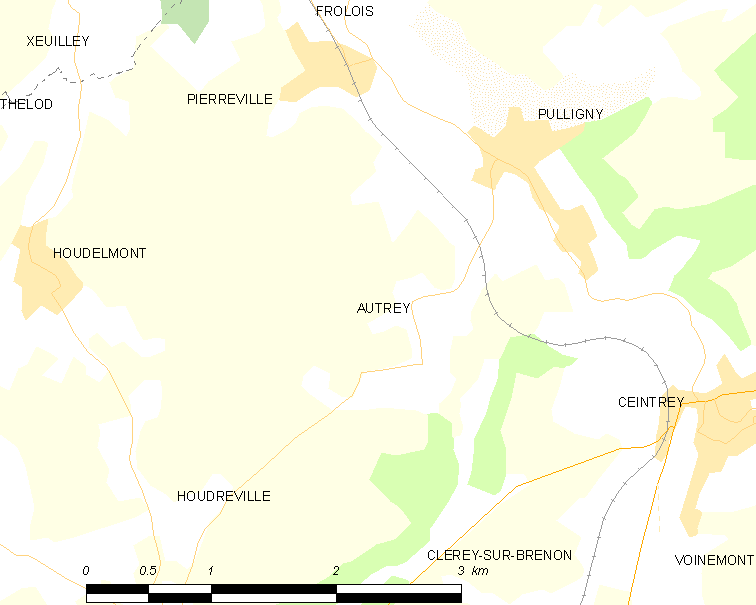
的OSM定位图

欧特雷的时区为UTC+01:00、UTC+02:00（夏令时）。

## 行政
欧特雷的邮政编码为54160，INSEE市镇编码为54032。

## 政治
欧特雷所属的省级选区为梅讷欧桑图瓦县。

## 人口

1962-2008年间人口变化图示

欧特雷于2022年1月1日时的人口数量为194人。